# Сілезьке воєводство
50°20′ пн. ш. 19°0′ сх. д. / 50.333° пн. ш. 19.000° сх. д.
Сіле́зьке воєво́дство (пол. Województwo śląskie) — одне з 16 воєводств Польщі. Розташоване на півдні Польщі, об'єднує історичні землі Сілезії та Малопольщі. Центром і найбільшим містом є Катовиці.
Сілезьке воєводство межує:
- на заході — з Опольським воєводством,
- на півдні — з Чехією (Оломоуцький та Мораво-Сілезький краї) та Словаччиною (Жилінський край),
- на сході — з Малопольським воєводством,
- на північному сході — зі Свентокшиським воєводством,
- на півночі — з Лодзьким воєводством.

## Історія
Території Пруссії реорганізовано в 1815 році, після Наполеонівських війн. Провінцію Сілезія створена з територій Сілезії, завойованих Пруссією в Сілезьких війнах, а також теренів Верхньої Лужиці біля Горлиців, яка була колись частиною королівства Саксонії.
Як Прусська провінція Сілезія стала частиною Німецької імперії під час об'єднання Німеччини в 1871 році. Велика індустріалізація Сілезії привела багато людей на ці терени d той час. За твердженням перепису 1905, трьома чвертями мешканців були німці, а значною частиною населення на схід від Одеру були поляки.
Після Першої світової війни деякі частини Провінції Сілезія були переданні Польщі і Чехословаччині (Чеська Сілезія). У 1919, частини, що залишились у Німеччини, були реорганізовані у дві провінції провінція Нижня Сілезія і провінція Верхня Сілезія. В 1938—1941 роках Верхню і Нижню Сілезії знову короткостроково об'єднали в одну провінцію.
Після війни в 1945—1950 роках було утворене Сілезько-Домбровське воєводство, що містило переважну більшість територій сучасного Сілезького воєводства (головним чином без Ченстоховських, Живецьких s Явожнинських околиць) та Опольського воєводства (без Бжега і Намислава). У 1950 р. Сілезько-Домбровське воєводство поділили на Опольське та Катовицьке. Після адміністративного поділу 1998 року було утворене Сілезьке воєводство.

## Адміністративний поділ
Воєводство складається з 19 міських повітів і 17 земських. Єдине воєводство, де міських повітів більше, ніж земських.

### Міські повіти
- Більсько-Біла (Bielsko-Biała)
- Битом
- Гливиці
- Домброва-Гурнича
- Жори
- Забже
- Катовиці
- Мисловиці
- Пекари-Шльонські
- Рибник (Польща)
- Руда-Шльонська
- Свентохловиці
- Семяновиці-Шльонські
- Сосновець
- Тихи
- Хожув
- Ченстохова
- Явожно
- Ястшембе-Здруй

### Земські повіти
- Бельський
- Бендзинський
- Берунсько-Лендзінський
- Водзіславський
- Глівіцький
- Живецький
- Заверцянський
- Клобуцький
- Люблінецький
- Мишковський
- Міколовський
- Пшчинський
- Раціборський
- Рибницький
- Тарногурський
- Цешинський
- Ченстоховський

## Міста з населенням від 30 000
| Місто                | Населення | Площа        |
| -------------------- | --------- | ------------ |
| Катовиці             | 317 220   | (164,54 км²) |
| Ченстохова           | 246 890   | (159,61 км²) |
| Сосновець            | 226 034   | (91,26 км²)  |
| Гливиці              | 199 451   | (133,85 км²) |
| Забже                | 191 247   | (80,47 км²)  |
| Битом                | 187 943   | (69,43 км²)  |
| Бельсько-Бяла        | 176 864   | (124,93 км²) |
| Руда-Шльонська       | 146 582   | (77,59 км²)  |
| Рибник               | 141 580   | (148,26 км²) |
| Тихи                 | 131 153   | (81,62 км²)  |
| Домброва-Гурнича     | 130 128   | (187,81 км²) |
| Хожув                | 114 686   | (33,60 км²)  |
| Явожно               | 96 606    | (152,20 км²) |
| Ястшембе-Здруй       | 95 482    | (85,44 км²)  |
| Мисловиці            | 75 183    | (66,09 км²)  |
| Семяновиці-Шльонські | 72 685    | (25,16 км²)  |
| Жори                 | 62 849    | (64,64 км²)  |
| Тарновські Гури      | 61 255    | (83,47 км²)  |
| Пекари Шльонські     | 59 675    | (39,67 км²)  |
| Бендзин              | 58 820    | (37,08 км²)  |
| Рацибуж              | 57 755    | (74,96 км²)  |
| Свентохловиці        | 55 327    | (13,22 км²)  |
| Заверці              | 53 073    | (85,24 км²)  |
| Цешин                | 35 624    | (28,69 км²)  |

## Туризм та розваги
Три гірські містечка — Істебна, Явожинка і Конякув, звані «Триселище» — приготували для туристів нові враження: організували на прикордонні десять нових велосипедних трас.
Три роки тому у цих краях побував Гаррі Фішер, світова легенда гірського велосипедного спорту. Він не приховував свого захоплення бескидськими дорогами, і міська влада взяла це до уваги.
Для початківців організовано 13-кілометрову трасу під назвою «До джерел Ользи» (Ольза — гірська річка, що протікає в околицях), котру можна пройти на звичайному шосейному велосипеді. Для любителів екстриму є 65-кілометрова траса «Кубок Скшични» («Skrzyczne Trophy»). Скшична (пол. Skrzyczna) — гора в Бескидах.
Інші, не менш цікаві, маршрути можна побачити на сайті www.mtbbeskidy, який постійно оновлюють.
Щоб зацікавити туристів, до розваг пропонується знижкова карта. Вона дає 10 % знижки на кільканадцяти об'єктах на території «Триселища», поміж іншого — на нічліг та харчування. Велосипедисти, котрі беруть участь у змаганнях MTB у Бескидах, отримують таку карту автоматично.